# 橘さつき (寄席文字書家)
橘 さつき（たちばな さつき、本名：銘苅 由佳（めかる ゆか）、1982年 - ）は橘流寄席文字書家。女性。

## 経歴
静岡県熱海市出身。2004年に実践女子大学美学美術史学科卒業、2006年同大学大学院文学研究科美術史学専攻修了。大学卒業後は印刷会社に就職。
SAKEROCKのイベントに出演した春風亭昇太をきっかけに落語に関心を持った後、「芸協らくごまつり」の実演で寄席文字を知る。その後2011年荒川区の「匠育成事業」に応募し、橘右橘に師事。2017年、橘流寄席文字一門の総意のもと「橘さつき」の名前を許される。2022年、勘亭流で「荒井三都季（あらい さつき）」の名前を許される。同年、荒川区伝統工芸技術保存会会員となる。
2023年度フィガロジャポンBusiness with Attitude（BWA）Award 受賞。2023年現在、週３日会社に勤務しながら寄席文字の仕事を続ける。

## 主な作品
- 神田連雀亭看板・めくり
- 国立劇場新春初芝居看板口上文字[6]
- 寄席文字教室
- 国内外での寄席文字実演
- 「全日本プロレス×夢かなえます!PROJECT 2021」（2021.12.16、後楽園ホール)　＊「あなたの夢をかなえます」企画に応募して採用。寄席文字で書き上げた対戦カードが当日の観客に配布された[7]。
- さだまさし 両国国技館カウントダウンコンサート筆耕[8]

- 地域寄席・落語会のめくり・題字などの筆耕多数